# Иткаярви
И́ткая́рви (фин. Itkajärvi) — озеро на территории Поросозерского сельского поселения Суоярвского района Республики Карелия.

## Общие сведения
Площадь озера — 0,8 км², площадь бассейна — 192 км². Располагается на высоте 152,5 метров над уровнем моря.
Форма озера лопастная, слегка вытянутая с юго-востока на северо-запад. Берега большей частью заболоченные.
С юго-востока в озеро втекает река без названия, несущая воды озёр Котаярви, Кархупяярви, Сяркяярви, Айттоярви и Петяярви. Из северо-западной оконечности вытекает та же река, которая через полтора километра втекает в Койтайоки.
Код водного объекта в государственном водном реестре — 01050000111102000011509.